# Цісик Марія Володимирівна
Марія Володимирівна Цісик (18 серпня 1945, Байройт — 6 грудня 2003, Нью-Йорк) — піаністка, педагогиня, громадська діячка. Старша сестра Квітки Цісик.

## Життєпис
Народилася 18 серпня 1945 року в родині українського скрипаля з Коломиї Володимира Цісика. Подружжя Іванни (з роду Левів) та Володимира на той час перебувало у таборі для переміщених осіб у Байройті. До еміграції Володимир Цісик був активним учасником музичного життя у Львові — концертмейстер Львівської опери, учасник першого Львівського струнного квартету, зірка Львівського радіо. Володимир Цісик, як і сотні інших інтелігентних українців, подався за океан. Марії було п'ять років, коли родина приїхала до Нью-Йорка. Там еміґранти створили свою малу Україну з яскравим і патріотично спрямованим культурним життям.

### Навчання
Побачивши хист і цікавість Марії до музики, батько придбав для неї фортепіано. Перші уроки гри на фортепіано Марічка отримала від піаніста–віртуоза, концертмейстера Зої Гайдай, Вадима Кіпи. Марія Цісик отримала блискучу освіту. 1952 року її батько розпочав роботу в знаменитому Українському Музичному Інституті в Америці (УМІА), а Марія одразу ж стала ученицею Романа Савицького. Життя Савицького обірвалося 1961 року і Марія перейшла до класу Любки Колесси. По завершенні УМІА продовжила музичні студії в стінах Джульярдської школи (англ. Juilliard School). Ось що вона згадувала про свій вступ до музичного коледжу: «Мені було всього 13 років, я здала екзамен, а після того хтось підійшов до мене й каже: „Мадам зацікавилася тобою“. Я навіть не зрозуміла, про кого йдеться, але взяла телефон і прибула на зазначену годину. Тільки тоді я зорієнтувалася, хто це, і мало не зімліла від страху. Це була мадам Левін, яка, лежачи на канапі, попросила мене заграти. Я не дуже була притомна, але мадам ніхто не смів сказати „ні“. Я вчилася в неї три роки, а пізніше перейшла до Мечеслава Менуа й була в нього до кінця навчання».

### Виконавська діяльність
Успішна концертна кар'єра почалася ще під час навчання в Інституті, де часто грала в супроводі струнного оркестру імені Н. Нижанківського (керівник — Володимир Цісик).
25 листопада 1961 року її гру почули по радіо WNYC із програмою творів композитора Миколи Фоменка. Після цього вона стала постійним акомпаніатором у спільних програмах з батьком. Часто можна було почути сімейне тріо: Квітка, Володимир та Марія Цісики.
21 лютого 1965 року піаністка взяла участь у концерті на вшанування кардинала Йосипа Сліпого, де виступала разом із першим сопрано Нью-Йоркської міської опери Марією Полиняк-Лисогір, баритоном Юрієм Богачевським і композитором Ігорем Соневицьким.
Сольний дебют відбувся 17 травня 1964 року, знову ж таки, у залі УМІ. В програмі концерту були: «32 варіації» Бетховена, «Новелетта» Шумана, «У Великодню ніч» Фоменка, Соната Кабалевського, «Сонет Петрарки» Ліста, «Горбки Анакапрі» Дебюссі, «Скарга дівчини» Гранадоса та «Скерцо» Шопена. Про виконавський стиль Марії Цісик на першому концерті зберігся відгук І. Соневицького: «Марія Цісик — це в першу чергу креативний виконавець, що відзначається блискучою музикальною пам'яттю, прекрасним відчуттям стилю, чистотою й акуратністю ведення складних віртуозно-технічних ідей. У неї — піаністичний розмах і жива музична фраза, що змушує фортепіано співати».
Після 1961 року музика у виконанні Марії Цісик часто лунала на патріотичних концертах: на честь Тараса Шевченка, Йосипа Сліпого, Станіслава Людкевича. Марію запрошували до співпраці видатні музиканти: перше сопрано Нью-Йоркської опери Марія Полиняк-Лисогір, баритон Юрій Богачевський, композитори Микола Фоменко та Ігор Соневицький, Квітка Цісик (Марія підбирала пісні до обох студійних альбомів Кейсі та виконувала партію фортепіано під час записів).
У квітні 1971 року на теренах США на підтримку фонду Катедри Українознавства в Гарварді відбулося турне гурту «Кубанські козаки» (Мельбурн, Австралія), участь у якому брали також Рома Прийма-Богачевська, Галина Андреадіс, Марія Цісик і Тадей Комар з оркестром.
Концертна діяльність Марії Цісик не обмежувалась концертними залами Нью-Йорка. В географії концертів були такі міста як Філадельфія, Чикаґо, Детройт, Клівленд, Бостон, Вашинґтон, Балтимор, Рочестер. І про всі гастрольні виступи — тільки схвальні відгуки у місцевій пресі. Вдалу виконавську кар'єру поєднувала з педагогічною і науковою роботою.
Була у шлюбі з Брюсом Мерлі; разом виховали двох доньок — Олександру та Саманту. Другий чоловік — Джефрі Бейкер (учень Марії Цісик).
Померла 6 грудня 2003 року в Нью-Йорку після 15-річної боротьби з раком молочної залози.

## Педагогічна діяльність
Як педагогиня Марія Цісик працювала одразу після завершення освіти: деякий час вела дитячий клас при музичній студії в Карнеґі-холлі, згодом її запросили очолити музичну школу в Сан-Франциско. З 1968 року викладала теорію музики в Бінгемптонському університеті. Вдячні учні підтримували добрі стосунки із наставницею, присвячували їй музичні твори. Один із них, сонату Джефрі Бейкера (учня та другого чоловіка), Марія грала під час візиту в Україну на «Київ — мюзик — фесті» 1996 року.

## Наукова робота
Марія Цісик впродовж тривалого періоду була членом профспілкової організації учителів-піаністів і товариства музикознавців. Матеріали її лекцій «Теорія кольору за методикою О. Скрябіна», «Від Баха до Шопена та Шенберга», «Естетика експресіонізму в музиці» друкувалися в американських виданнях.

## Доброчинність
Піаністка надавала допомогу багатьом виданням української й американської преси та частково фінансувала міжнародну програму боротьби з хворобою молочної залози. У Нью-Йорку на знак пам'яті про сестер Цісик було засновано фонд «Життя прекрасне», головним завданням якого є збір коштів на закупівлю мамографічного обладнання для лікування хворих жінок в Україні.

## Марія Цісик і Україна
У жовтні 1996 року Марія Цісик побувала в Україні. У Києві вона, як гість, виступила на Міжнародному музичному фестивалі «Київ-музик-фест-1996». Про це українська преса писала: «У зв'язку з міжнародною фінансовою кризою фестиваль не став для України чимось особливим, але всі його програми сприймалися із цікавістю та подарували глядачам кілька справді незабутніх аспектів. Кількість іноземних гостей цього року була обмеженою, проте кожен із них був по-своєму вельми цікавим, а найперше — піаністка Марія Цісик. Її програма містила цілий блок із творів українських композиторів В. Барвінського, М. Колесси, М. Фоменка, Ф. Якименка й американця Джефрі Бейкера».
У Львові Марія зустрічалася з композитором Ігорем Білозіром, із яким була знайома ще з 1989 року, коли він був на гастролях у Америці. До речі, під час тієї поїздки Ігореві вдалося порозмовляти з її сестрою Квіткою, він навіть домовлявся про спільні гастролі в Україні.